# Kauffman Stadium
Kauffman Stadium, tidigare kallad Royals Stadium, är en basebollarena i Kansas City i Missouri i USA. Arenan är hemmaarena för Kansas City Royals, som spelar i American League, en av de två ligorna i Major League Baseball (MLB).
1967, efter en omröstning i Jackson County, bestämdes att man skulle bygga två nya arenor i Kansas Citys sydöstra förorter, en för Kansas City Athletics i MLB och en för Kansas City Chiefs i National Football League (NFL), den senare kallad Arrowhead Stadium. Området där arenorna skulle byggas döptes till Harry S. Truman Sports Complex. Inför 1968 års säsong flyttade dock Kansas City Athletics ägare klubben till Oakland. Efter hårda påtryckningar från en senator från Missouri beslutade MLB att fyra nya klubbar (expansion teams) skulle bildas, varav en blev Kansas City Royals. Från början var det meningen att de skulle börja spela 1971, men detta ändrades efter ytterligare påtryckningar till 1969. Då var den nya arenan, som hade börjat byggas i juli 1968, långt ifrån klar och Royals spelade sina fyra första säsonger i Municipal Stadium.
Den nya arenan, som från början hette Royals Stadium, öppnades i april 1973 till en byggkostnad av cirka 70 miljoner dollar. Arenan byggdes enbart för baseboll trots att de stora klubbarna i Nordamerika vid den tiden mest byggde multiarenor som man kunde spela både baseboll och amerikansk fotboll i. Arenan har dock lånat vissa stildrag från sådana multiarenor. Den är huvudsakligen byggd av betong, vilket syns mycket tydligt när man ser arenan från utsidan. De flesta åskådarplatserna finns på den undre huvudläktaren, vilket gör att de flesta åskådarna sitter nära spelplanen. Den övre huvudläktaren är förhållandevis brant.
Arenans namn ändrades den 2 juli 1993 till Kauffman Stadium efter Royals första ägare, Ewing M. Kauffman.
Kauffman Stadium är 52 år gammal, och är med det den sjätte äldsta arenan av de 30 som används i MLB.
Kauffman Stadiums mest kända del är en 98 meter lång fontän bortom homerun-staketet, vilken var världens största fontän som byggts för privata medel. Ett annat inslag värt att nämna är en liten biograf där publiken sitter i en kopia av Royals avbytarbänk (dugout). I arenan finns också museet Royals Hall of Fame, som är öppet året runt.
I oktober 2007 påbörjades en omfattande renovering av Kauffman Stadium värd 250 miljoner dollar, vilken slutfördes inför 2009 års säsong. Ett förslag som aldrig genomfördes var ett enormt flyttbart tak som kunde täcka Kauffman Stadium eller Arrowhead Stadium vid behov.
Det nuvarande hyresavtalet med Royals sträcker sig till och med 2030.
Arenan var redan premiäråret 1973 värd för MLB:s all star-match och 2012 stod arenan värd för andra gången.

## Fotogalleri

Kauffman Stadiums planstorlek.
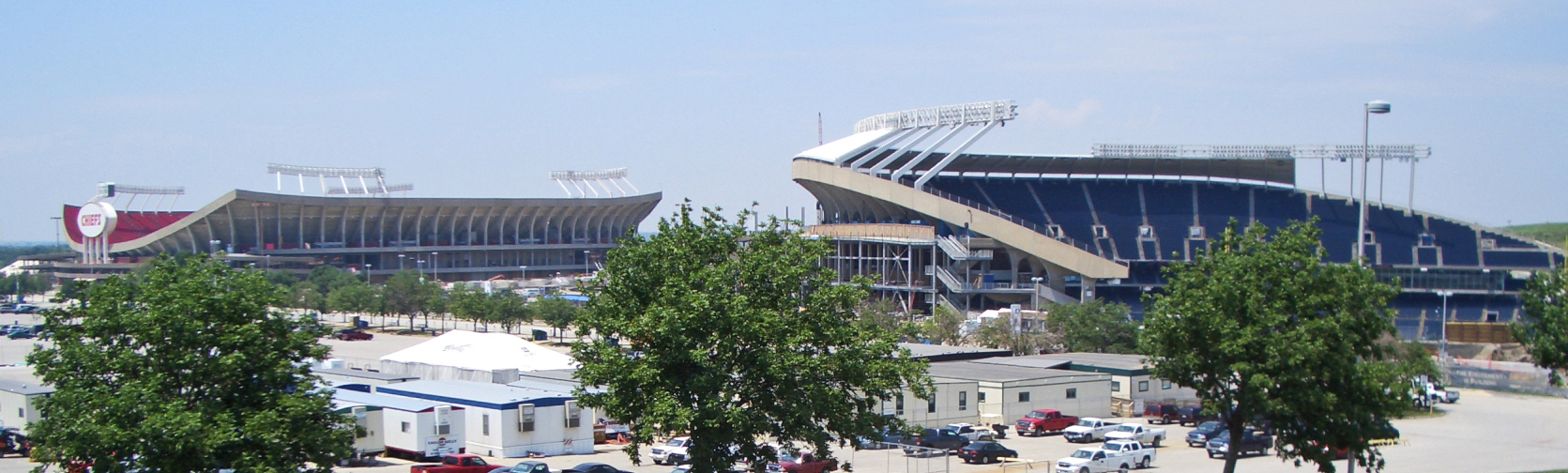
Harry S. Truman Sports Complex med Kauffman Stadium (i förgrunden) och Arrowhead Stadium.
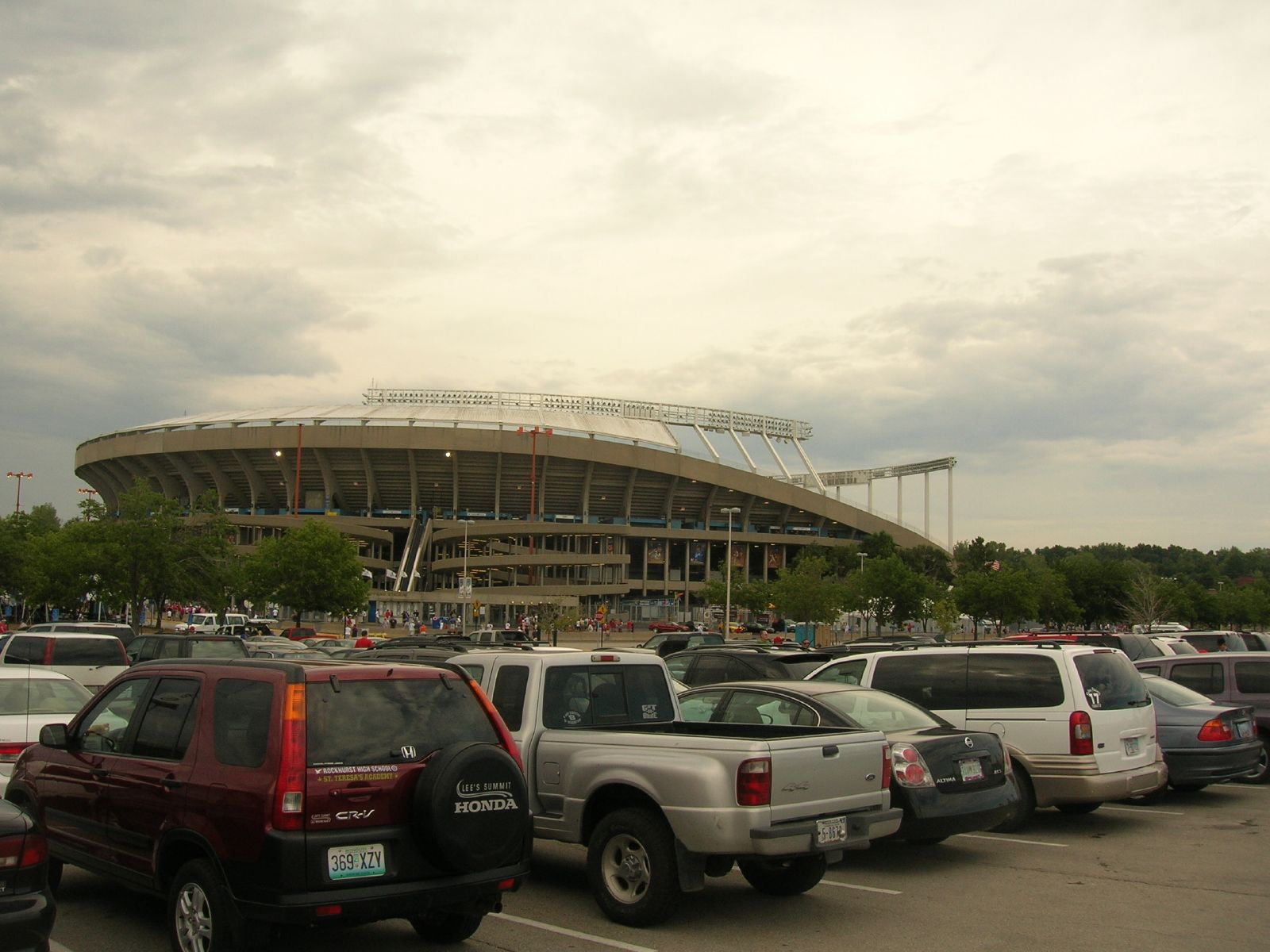
Arenan från utsidan.
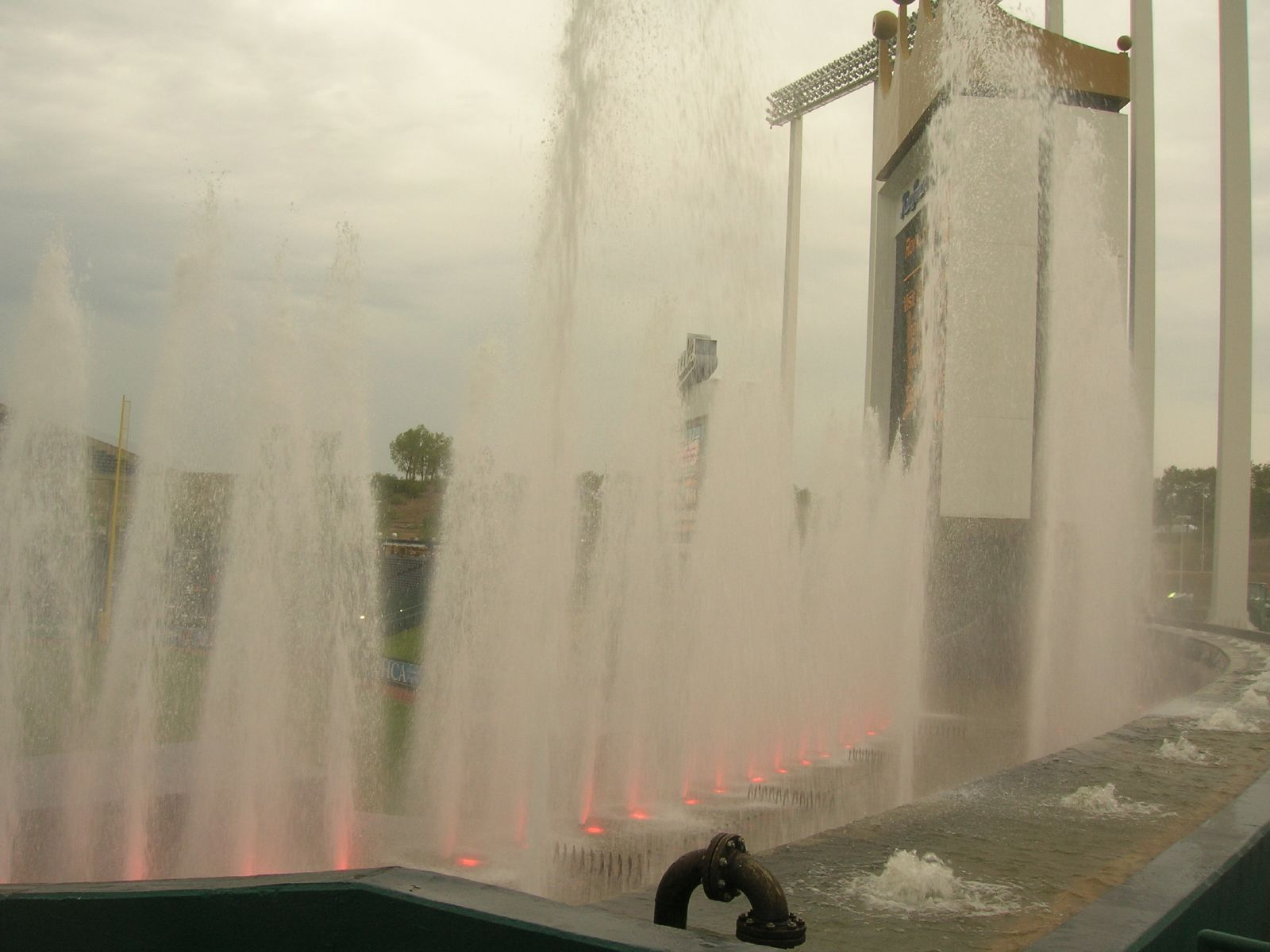
Fontänen.